# Danh sách phim điện ảnh Hàn Quốc năm 2010
Đây là danh sách bộ phim điện ảnh Hàn Quốc đã được phát hành tại rạp trong nước vào năm 2010.

## Doanh thu phòng vé
Các bộ phim Hàn Quốc có doanh thu cao nhất được phát hành vào năm 2010, tính theo tổng doanh thu phòng vé nội địa, như sau:
| Thứ hạng | Tiêu đề              | Đơn vị phân phối         | Tổng doanh thu nội địa |
| -------- | -------------------- | ------------------------ | ---------------------- |
| 1        | The Man from Nowhere | CJ Entertainment         | $38,280,422            |
| 2        | Secret Reunion       | Showbox                  | $32,632,573            |
| 3        | Moss                 | CJ Entertainment         | $20,672,364            |
| 4        | 71: Into the Fire    | Lotte Cultureworks       | $19,367,711            |
| 5        | Hello Ghost          | Next Entertainment World | $17,925,938            |
| 6        | Harmony              | CJ Entertainment         | $17,587,863            |
| 7        | The Servant          | CJ Entertainment         | $18,277,442            |
| 8        | The Unjust           | CJ Entertainment         | $17,075,362            |
| 9        | Cyrano Agency        | Lotte Cultureworks       | $16,122,262            |
| 10       | The Last Godfather   | CJ Entertainment         | $15,044,284            |

## Phát hành
| Phát hành   | Tiêu đề                        | Tiêu đề tiếng Hàn             | Đạo diễn                       | Diễn viên                                             | Số lượng vé bán ra | Tham khảo   |
| ----------- | ------------------------------ | ----------------------------- | ------------------------------ | ----------------------------------------------------- | ------------------ | ----------- |
| 7 tháng 1   | No Mercy                       | 용서는 없다                   | Kim Hyeong-jun                 | Sol Kyung-gu, Ryoo Seung-bum, Han Hye-jin             | 1.125.154          |             |
| 14 tháng 1  | Lady Daddy                     | 아빠가 여자를 좋아해          | Lee Kwang-jae                  | Lee Na-young, Kim Ji-seok                             |                    | [ 2 ]       |
| 21 tháng 1  | Attack the Gas Station 2       | 주유소 습격사건 2             | Kim Sang-jin                   | Ji Hyun-woo, Jo Han-sun, Park Yeong-gyu               |                    | [ 3 ]       |
| 28 tháng 1  | Harmony                        | 하모니                        | Kang Dae-kyu                   | Yunjin Kim, Na Moon-hee                               | 3.044.032          | [ 4 ]       |
| 28 tháng 1  | Le Grand Chef 2: Kimchi Battle | 식객 2: 김치 전쟁             | Kim Gil-hyeong, Baek Dong-hoon | Jin Goo, Kim Jung-eun                                 |                    | [ 5 ] [ 6 ] |
| 4 tháng 2   | Secret Reunion                 | 의형제                        | Jang Hoon                      | Song Kang-ho, Kang Dong-won                           | 5.459.295          | [ 7 ]       |
| 18 tháng 3  | The Outlaw                     | Mubeopja                      | Kim Cheol-han                  | Kam Woo-seong, Jang Shin-yeong                        |                    | [ 8 ]       |
| 1 tháng 4   | Lovers Vanished                | 폭풍전야                      | Cho Chang-ho                   | Kim Nam-gil, Hwang Woo-seul-hye                       |                    |             |
| 29 tháng 4  | Blades of Blood                | 구르믈 버서난 달처럼          | Lee Joon-ik                    | Cha Seung-won, Hwang Jung-min, Baek Sung-hyun         |                    | [ 9 ]       |
| 6 tháng 5   | Hahaha                         | 하하하                        | Hong Sang-soo                  | Kim Sang-kyung, Yoo Jun-sang                          |                    |             |
| 13 tháng 5  | The Housemaid                  | 하녀                          | Im Sang-soo                    | Jeon Do-yeon, Lee Jung-jae, Seo Woo, Youn Yuh-jung    | 2.289.270          | [ 10 ]      |
| 13 tháng 5  | Poetry                         | 시                            | Lee Chang-dong                 | Yoon Jeong-hee, Lee David                             | 220.213            | [ 11 ]      |
| 3 tháng 6   | The Servant                    | 방자전                        | Kim Dae-woo                    | Kim Joo-hyuk, Ryoo Seung-bum, Cho Yeo-jeong           | 3.014.523          |             |
| 16 tháng 6  | 71: Into the Fire              | 포화 속으로                   | John H. Lee (Lee Jae-han)      | Kwon Sang-woo, Cha Seung-won, Kim Seung-woo, T.O.P    | 3.356.085          | [ 12 ]      |
| 24 tháng 6  | A Barefoot Dream               | 맨발의 꿈                     | Kim Tae-kyun                   | Park Hee-soon                                         | 338.569            | [ 13 ]      |
| 28 tháng 7  | Death Bell 2: Bloody Camp      | 고死 두번째 이야기 : 교생실습 | Yoo Sun-dong                   | Hwang Jung-eum, Park Ji-yeon                          |                    | [ 14 ]      |
| 4 tháng 8   | The Man from Nowhere           | 아저씨                        | Lee Jeong-beom                 | Won Bin, Kim Sae-ron                                  | 6.226.886          | [ 15 ]      |
| 12 tháng 8  | I Saw the Devil                | 악마를 보았다                 | Kim Jee-woon                   | Lee Byung-hun, Choi Min-sik                           | 1.214.541          | [ 16 ]      |
| 16 tháng 9  | Cyrano Agency                  | 시라노; 연애조작단            | Kim Hyun-seok                  | Uhm Tae-woong, Lee Min-jung, Choi Daniel              |                    | [ 17 ]      |
| 16 tháng 9  | A Better Tomorrow              | 무적자                        | Song Hae-sung                  | Joo Jin-mo, Song Seung-heon, Kim Kang-woo, Jo Han-sun | 1.557.845          | [ 18 ]      |
| 28 tháng 10 | Natalie                        | 나탈리                        | Ju Kyung-jung                  | Lee Sung-jae, Park Hyun-jin, Kim Ji-hoon              |                    | [ 19 ]      |
| 28 tháng 10 | Come, Closer                   | 조금만 더 가까이              | Kim Jong-kwan                  | Yoon Kye-sang, Jung Yu-mi, Yoon Hee-seok, Yozoh       |                    | [ 20 ]      |
| 10 tháng 11 | Haunters                       | 초능력자                      | Kim Min-suk                    | Go Soo, Kang Dong-won                                 | 2.152.577          | [ 21 ]      |
| 9 tháng 12  | Finding Mr. Destiny            | 김종욱 찾기                   | Jang Yoo-jeong                 | Gong Yoo, Im Soo-jung                                 | 1.133.743          | [ 22 ]      |
| 22 tháng 12 | The Yellow Sea                 | 황해                          | Na Hong-jin                    | Ha Jung-woo, Kim Yoon-seok                            |                    |             |